# 樹狀拓撲
树状拓扑结构（英語：Tree Topology），又称为树状网络（Tree Network）；树状网络是分层结构，适用于分级管理和控制系统。与星状结构相比，树状网络通信线路长度较短、成本低、易推广，但结构比星状网络复杂。网络中，除叶节点及其连线外，任一节点或连线的故障均影响其所在支路网络的正常工作。

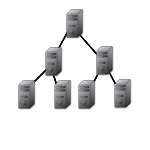
树状拓扑结构

## 优缺点

### 优点
1. 易于推广：从本质上看这种结构可以延伸出很多分支和子分支，新的节点和新的分支易于加入网内。
2. 故障隔离方便：如果某一分支的节点或线路发生故障，很容易将这个分支和整个系统隔离开来。

### 缺点
1. 对根节点的依赖性大：如果根节点发生故障，则整个网络都不能正常工作，其可靠性问题与星状结构相似。